# Provincia di Karaman
La provincia di Karaman è una delle province della Turchia. 	

## Distretti

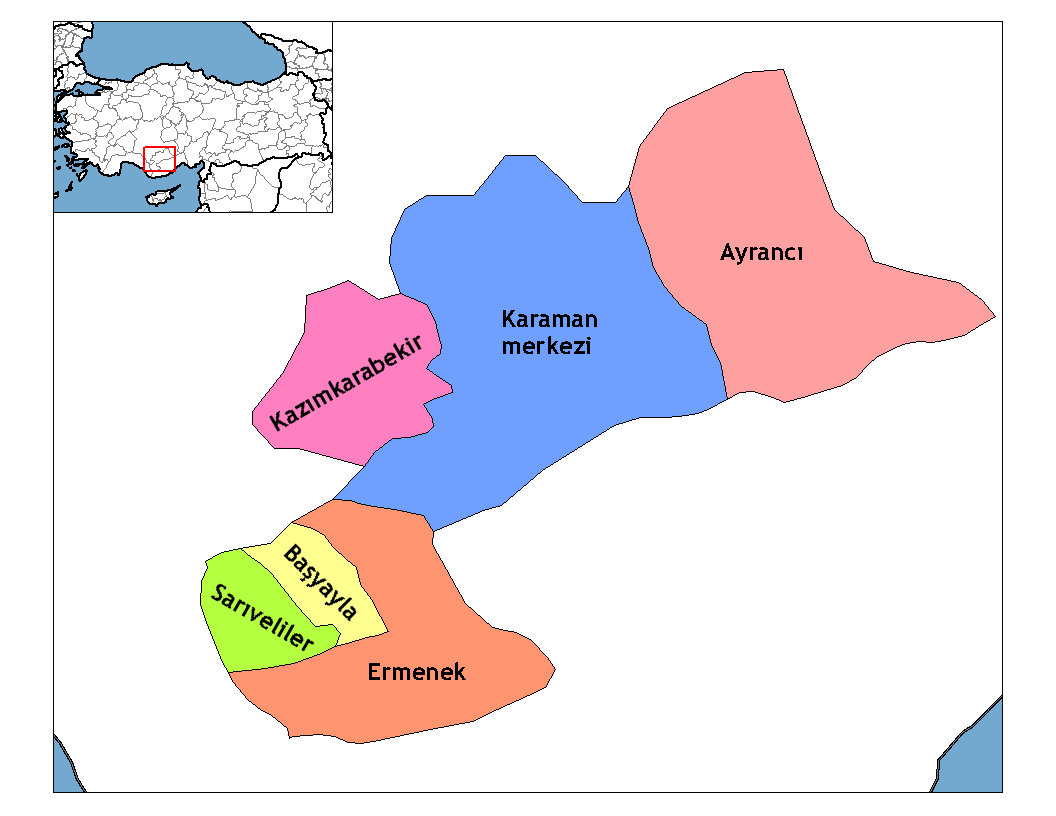
Distretti della provincia di Karaman

La provincia è divisa in 6 distretti: 	
- Ayrancı
- Başyayla
- Ermenek
- Karaman
- Kazımkarabekir
- Sarıveliler